# 맛있는 교회사 이야기
《맛있는 교회사 이야기》는 대한민국의 방송국 기독교방송의 라디오 채널 CBS 표준FM에서 매주 일요일 오후 2시 ~ 오후 3시까지 방송됐던 라디오 프로그램이다. 기독교 신앙의 역사에 관한 내용이 방송되었다.
2015년 CBS 가을개편 후부터 이 시간에 오후의 향기 김현주입니다가 방송되면서 맛있는 교회사 이야기는 폐지되었다.

## 역대 진행자
- 신지혜 아나운서
- 최정원 아나운서
- CBS 장승철 방송위원

## 같이 보기
- CBS 표준FM